# Neolimonia pastazicola
Neolimonia pastazicola is een tweevleugelige uit de familie steltmuggen (Limoniidae). De soort komt voor in het Neotropisch gebied.